# Adoretus obscurus
Adoretus obscurus är en skalbaggsart som beskrevs av Fabricius 1781. Adoretus obscurus ingår i släktet Adoretus och familjen Rutelidae.

## Underarter
Arten delas in i följande underarter:
- A. o. camerunus
- A. o. togoensis